# 第二次大陸間戦争
第二次大陸間戦争（だいにじたいりくかんせんそう）はタカラトミー（旧トミー）から販売されている玩具『ゾイド』シリーズの舞台となった架空の戦争の名称。ヘリック共和国とガイロス帝国の間で約二年半にわたり繰り広げられた。結果的に、この戦争でヘリック、ガイロス両国は大きな損害を被り、ネオゼネバス帝国が勃興・台頭した。

## 概要
『ゾイド』シリーズの第二期シリーズ（1999～2006年）の開始にあたり、1999年から展開していたジオラマとテキストからなるフォトストーリー。第一期シリーズ（1983～1990年）の『ゾイドバトルストーリー』で描かれた、中央大陸戦争、第一次大陸間戦争の続編となる。
雑誌媒体では『月刊コロコロコミック』誌1999年7月号から2002年5月号まで掲載。同号においては「第一部・完」という体裁で完結している。小学館では、この『月刊コロコロコミック』において掲載されたストーリーとスチル写真を再編集・加筆したうえで、『ゾイド公式ファンブック』シリーズを刊行。1999年から2004年にかけて、全4巻が発売された。この書籍シリーズの企画・構成・執筆は窪内裕が、写真は森文孝が担当している。
一方で、玩具商品シリーズでは1999年7月に発売された『RZ-001 ゴジュラス』から、2003年12月に発売された『EZ-072 エナジーライガー』まで商品パッケージや説明書においてストーリーを掲載。また、『ゾイド公式ファンブック4』後のストーリーの続きとして、トミーからは2002年9月に発売された『RZ-064 ゴジュラスギガ』を皮切りに「ゾイドオフィシャルファンブックEX」を付属。こちらは企画・構成・執筆を窪内裕、写真に森文孝、イラストには田川秀樹が参加している。2004年2月に発売された『BZ-022 ジェットファルコン』に付属したVol.8をもって、第二次大陸間戦争のストーリーは完結となっている。
1999～2004年(第2期シリーズ)における展開当時において、『EZ-011 ヘルディガンナー』では「第二次大陸間戦争」の呼称が用いられている。その他の書籍・雑誌においては、物語内の戦争の呼称は西方大陸で展開されものを「西方大陸戦争」、その後、暗黒大陸で行われたものを「暗黒大陸戦争」と呼称していた。また、その後、中央大陸で行われたものを「中央大陸大戦」と記述した資料もみられる。

## 舞台背景
惑星Zi大異変により第一次大陸間戦争は決着のつかないまま終結。ZAC2099年6月、ガイロス帝国はヘリック共和国との決着をつけるべく軍事行動を開始した。両国の間には「魔の海域」と呼ばれる強電磁海域トライアングルダラスが存在し、直接乗りこむことができないため迂回して西方大陸に進出。同地を補給ルートとし、最終的に中央大陸へに攻め入る姿勢を見せた。これを察知した共和国軍も30個師団を西方大陸へ派遣。これによって第二次大陸間戦争が勃発した。

## 西方大陸戦争

### 開戦
レッドラスト砂漠で激突した共和国軍と帝国軍の最初の会戦は兵力に勝る帝国軍が勝利した（第一次全面会戦）。西方大陸最高峰にして重要拠点でもあるオリンポス山を奪取した帝国軍は大陸に数多く存在する古代遺跡のうちの一つを発見。ここでデスザウラーの復活計画を発動させた。これを察知した共和国軍はシールドライガー、コマンドウルフで編成されたエル・ジー・ハルフォード中佐率いる独立第二高速戦闘大隊を派遣。帝国側もステファン・スコルツェニー少尉の操るセイバータイガーをもって迎え撃った。独立第二高速戦闘大隊は激戦の末にこの戦いを制し、古代遺跡内部へと突入するが、未完成段階のデスザウラーが本能により暴走を始め、その強大な戦闘力で同部隊は壊滅。だが、暴走によって崩壊し始めていたデスザウラーのコアをハルフォード中佐の捨て身の攻撃で破壊することに成功する。

### オーガノイド争奪戦
帝国軍は新たな古代遺跡の探索と制圧のため、OSを搭載した新型ゾイド、ジェノザウラーとレブラプターに南エウロペ大陸の侵攻を命じた。共和国軍も帝国軍の南方進出を察知し、ゴジュラス1機を含む一個大隊を派遣。南エウロペ大陸のエルガイル海岸に防衛陣を構築したが、僅か1時間で防衛陣は破られ、帝国軍はガリル遺跡へ突入する。共和国軍もOS搭載機のブレードライガーをはじめとする新型ゾイド部隊をガリル遺跡へ送り込み、激戦が行われる。最終的に遺跡に存在したオーガノイドシステムの鍵を握るゾイドコアを手に入れたのは帝国だった。この時の戦いでジェノザウラーを駆っていたリッツ・ルンシュテッド中尉と、ブレードライガーのパイロットのアーサー・ボーグマン少佐との因縁が生まれることになる。
戦況はミューズ森林地帯を挟んで膠着状態が続いていたが、OSを搭載した強力な戦闘機ゾイド、ストームソーダーの開発に成功した共和国空軍が制空権を掌握。急激な進撃により伸びきった補給線は分断され、帝国軍は慢性的な物資不足に悩まされた。開戦から一年、共和国は本土防衛に残された最強軍団20個師団を派遣。帝国軍は増援を阻止せんとデルダロス海にシンカー部隊を投入。海上の輸送艦艦隊を撃破後、上空のネオタートルシップに攻撃を仕掛けるが、反撃にあいシンカー部隊は全滅。共和国軍の増援は無事、西方大陸へ上陸を果たした。

### 第二次全面会戦
共和国軍最強軍団の西方大陸上陸は帝国軍司令部に危機感を植えつけた。物資不足に苦しむ帝国軍は共和国軍が再編成を終える前に短期決戦を挑もうとしていた。共和国の西方大陸軍と本土防衛軍の再編が行われるロブ基地に対し、帝国軍は陸と海からの二面作戦を実施、いわゆる「第二次全面会戦」の幕開けである。帝国軍はストームソーダーが飛び立てない嵐の夜を待って地上軍50個師団及び混成海兵部隊1万機が陸海同時攻撃をかけた。これに対し、再編成中の共和国軍は2万機のゾイドしか動員できず、3対1の戦力差で挑まざるを得なかった。さらに悪天候を覚悟で出撃した第8航空師団所属のレドラー決死隊が前線に穴を開けて突破口を開いてその穴から地上軍がなだれこみ、完全に不意を突かれた共和国軍は次々と防衛線を突破されていった。そして遂に帝国元帥ギュンター・プロイツェンが本国から差し向けたアイアンコングPKが共和国軍の本拠地であるロブ基地まで進撃、共和国軍をギリギリまで追い詰めるも、それまで誰にも乗りこなせなかったOS搭載版ゴジュラス・ゴジュラス・ジ・オーガが傭兵のアーバインを主に選んで起動。激闘の末にアイアンコングPKを撃破し、帝国軍地上部隊は撤退へと追い込まれた。また、海からの上陸が予定されていた海兵部隊は共和国の新型海戦ゾイドハンマーヘッドの襲撃を受けて壊滅した。
資料によっては、この第二次全面会戦から終戦までを「第2次西方大陸戦争」、それ以前を「第1次西方大陸戦争」と区分しているものも存在する。

#### デススティンガー暴走
第二次全面会戦に敗北し、完全に形勢を逆転された帝国軍部隊は軍備を再編するためニクシー基地への撤退を開始する。そのころ、帝国軍技術部はでは新型高速ゾイドのライトニングサイクス、ガリル遺跡で手に入れた真オーガノイド核からデススティンガーを完成させる。また、同時に先行型ジェノザウラーを対ブレードライガー用に改良したジェノブレイカーとして改装させる。南北二手に分かれた撤退部隊のうち、大陸南のルートを行く部隊はジェノブレイカーとブラックライモスの活躍によりメリクリウス湖にかかる橋を破壊し、撤退に成功するが、一方のデススティンガーとライトニングサイクス、そして強化型ジェノザウラー部隊が展開した大陸北のルートでは共和国軍の追撃部隊との激戦の最中にデススティンガーが突如暴走し、両軍部隊を敵味方問わず壊滅寸前に追いやるという事態が発生。その後デススティンガーは行方をくらました。結果的に共和国軍は北ルートでもそれ以上の追撃を諦めざるをえなかった。

### 追撃戦

#### デストロイヤー兵団出撃
デススティンガーの失踪後も戦争は続いていた。共和国軍は決着をつけるため、切り札を出す。それは大異変後以降、1機しか現存していないウルトラザウルスに超大型砲1200mmウルトラキャノンを搭載したウルトラザウルス・ザ・デストロイヤーを中核としたデストロイヤー兵団だった。迎撃に出た帝国軍の先鋒部隊五個師団（稼働ゾイド約五千）はその圧倒的な火力によって壊滅。窮した帝国軍は決死隊を編成してウルトラザウルスに白兵戦を挑んで撃破を目論んだ。
時を同じくして、ウルトラザウルス迎撃戦に参加すべくレッドラスト砂漠を移動中だったリッツのジェノブレイカーとアーサーのブレードライガーが出会い、交戦を開始する。両者は戦いの最中に古代遺跡を発見するが、その内部ではデススティンガーが繁殖を始めていた。もしこのままデススティンガーが増え続ければ、共和国・帝国どころか人類そのものが壊滅的な被害を受けると判断した二人は協力してデススティンガーとの戦闘を開始する。激戦の果てに真オーガノイドのデススティンガーは撃破されるが、ブレードライガーとジェノブレイカーは大破、アーサーも死亡する。アーサーの犠牲と引き換えに生き残ったリッツはデススティンガーの巣を破壊し、アーサーを弔った後に姿を消した。帝国軍は失踪したリッツを生死不明と扱った。
一方、ロブ・ハーマン大尉を騎手とするウルトラザウルス・ザ・デストロイヤーおよびデストロイヤー兵団は1200mmウルトラキャノンによるニクシー基地への砲撃を開始。その圧倒的火力の前に基地は瞬く間に壊滅状態に追いやられ、帝国軍は西方大陸からの完全撤退を決断する。最終的に帝国軍は最後の拠点ニクシー基地を陥落され、西方大陸戦争は共和国軍の勝利で終わる。だが、殿となったエレファンダーの尽力で主力部隊の撤退に成功した帝国は、本土決戦に向けた準備をはじめた。ニクシー基地陥落の直前の戦いでは、基地内部では先行突入したシールドライガーDCS-Jを駆る「レオマスター」レイ・グレック中尉と、ティラノサウルス型と思しき未知の新型ゾイドとの戦闘があった。この戦闘でレイは乗機のDCS-Jを破壊されてしまうも、基地にあったライオン型ゾイド（後のライガーゼロ）をその場で鹵獲して応戦する。決着は付かず、未知のゾイドのパイロット・ヴォルフはそのまま基地からの撤退部隊と合流して遁走した。これがレイと、後に新たなヘリック共和国の敵となるヴォルフの因縁の始まりであった。

## 暗黒大陸戦争

### ニクシー基地の攻防
激戦の末にニクシー基地を陥落させた共和国軍。だが、帝国元帥プロイツェンは共和国のルイーズ・エレナ・キャムフォード大統領の停戦勧告を一蹴。共和国本国の攻撃への可能性が捨てきれないことから、共和国軍は暗黒大陸上陸作戦を決心する。基地陥落から2ヵ月後、まず帝国軍は超高度飛行改造型ホエールキングのモビーディックとそれに搭載された無人飛行ゾイドザバットの大群によるニクシー基地への空爆を敢行。高度3万mに浮かぶモビーディックと犠牲を厭わない攻撃を行うザバットの猛攻に共和国軍は苦戦するが、サラマンダーの活躍によりこれを退ける。帝国軍は国力差から本土決戦の時間稼ぎをするべく、次に帝国軍はウオディックによる軍港攻撃や、量産型デススティンガーのKFDの部隊を差し向けるが、共和国軍は帝国から奪取して完成させたライガーゼロおよび本機を中核として結成した高速戦闘部隊閃光師団（レイフォース）の奮戦によりKFD軍団も撃退された。
やがて共和国軍は空母に改造したウルトラザウルス・ザ・キャリアを旗艦とするゾイド艦隊を編成、西方大陸から暗黒大陸へつづくアンダー海に向けて出航した。しかし、これはプロイツェンの罠であった。帝国軍は主力艦隊を囮にして共和国艦隊を引き付け、そして稼いだ時間で量産したシンカーでウルトラザウルスを徹底的に攻撃したのだ。大打撃を受けた共和国艦隊は敵の追っ手を振り切るべくトライアングル・ダラスへと逃げ込む。ウルトラザウルスは同海域に巻き起こる強電磁波の嵐を受け行動不能になるが、突如現れた謎の小型ゾイドマッカーチスの誘導で、共和国軍はトライアングル・ダラスの中の安全航路を発見する。そして遂に共和国軍は暗黒大陸の土を踏んだのであった。

### 暗黒大陸突入
暗黒大陸を視認した共和国軍の目に飛び込んできたのは、無惨に壊滅した帝国軍本土守備隊だった。偵察の結果、これが謎の第三勢力と帝国軍の戦いによるものと判明するが、この段階でそれが何を意味するのか、知る者はいない。暗黒大陸エントランス湾に前線基地を設営した共和国軍はそこを拠点とし、閃光師団を先頭に立てて暗黒大陸を進撃する。帝国守備隊の足並みの乱れから破竹の快進撃を続ける共和国だったが、ついに謎の第三勢力と邂逅する。閃光師団はウィグリド平原にて所属不明の基地を発見するが、其処に居た謎の軍団は自らを「鉄竜騎兵団（アイゼンドラグーン）」と名乗り、基地の秘密を守ろうと圧倒的な力で閃光師団に襲い掛かる。鉄竜騎兵団のグランチャーのジャミング波で動きを封じられ、危機に陥る閃光師団だったが、すんでのところで本国から送られたガンブラスターの支援でなんとか事態を好転させる。そんな中、レイ・グレックは鉄竜騎兵団の司令機バーサークフューラーのパイロットであるヴォルフ・ムーロアこそニクシー基地で戦った男と知る。レイはジャミング波を無力化すべくライガーゼロの装甲（CAS）を全て脱ぎ捨てゾイドの闘争本能に任せた最後の反撃を試みるが、そこにデスザウラー実験体ブラッディデーモンが襲い掛かり、バーサークフューラーを逃がす。核と機体の不一致から暴走寸前のブラッディデーモンに対し、レイは急遽全てのCASをゼロに取り付けた即席改造ライガーゼロで戦いを挑み、辛くも勝利する。しかし、そこに逃げたはずのヴォルフが舞い戻り、レイのゼロにダメージを与えてブラッディデーモンのパイロットを救出した後、再び逃走した。閃光師団は全滅こそ免れたが、受けた被害は甚大で共和国勢力圏への後退を余儀なくされることとなった。

### プロイツェンの野望
共和国どころか帝国すら敵に回す鉄竜騎兵団の存在により、この戦争にもうひとつの思惑を感じた共和国軍と、帝国軍内でプロイツェンに次ぐ影響力を持つカール・リヒテン・シュバルツ中佐はこの戦争が仕組まれたものであるという確信を持ち、共和国軍のトリム基地での会談を持ち掛ける。しかし、それはプロイツェンに察知され、会談の直前にヨハン・H・シュタウフィン軍曹のライガーゼロイクスが基地へと進入し、それをハーマンとシュバルツが迎え撃つ形になる。ライガーゼロイクスはハーマンのケーニッヒウルフによって撃破されたがシュバルツはこの戦いで負傷してしまう。プロイツェンは畳み掛けるようにOSでの再生に成功したデスザウラー50機を正規軍に配備。さらに首都防衛隊とPK師団以外の帝国軍全軍を共和国軍にぶつけるよう差し向け、共和国軍も暗黒大陸の厳しい冬が来る前に決着をつけんと帝国首都ヴァルハラへの進撃を開始する。暗黒大陸全域で共和国軍と帝国軍が激突し、両軍合わせてゾイド10万機、兵員200万人、戦線の長さは100kmに及ぶ大会戦がヴァーヌ平野からセスリムニルで巻き起こる。最も熾烈な戦場となったセスリムニル市街戦ではデスザウラー30機とマッドサンダー20機が宿命の対決を繰り広げ、3日後には全て中破、大破し、戦闘不能となるという壮絶な結末となった。戦闘から6日後、ハーマンとシュバルツが全軍に戦闘中止を呼びかけ、共和国軍と帝国軍の戦いは終わった。だが、すでにプロイツェンの計画は最終段階に移っていた。

### 帝国崩壊
デスザウラー全滅直後、帝国首都ヴァルハラではPK師団が一斉に蜂起。主力を前線に出しきり、唯一帝都に残った御飾りの皇帝守護隊と予備役の首都防衛隊は最強装備で身を固めたPK師団の前に為す術も無く一方的に駆逐されて行った。そこに臨時同盟を結んだ共和国軍と帝国正規軍の連合軍が帝都に到着、PK師団と激突した。一方の官邸地下では現ガイロス皇帝ルドルフ・ツェペリンとプロイツェンが対峙、プロイツェンは都市中にパイプをつなげたブラッディデスザウラーの核を自爆させてヘリック軍とガイロス軍をまとめて駆逐し、そしてかつてガイロス帝国に滅ぼされた“ゼネバス帝国の復興”という真の目的を語り、自ら新帝国初代皇帝を名乗る。これを知ったルドルフはガイロス皇帝として自分の国を守るべくプロイツェンにゾイドでの決闘を挑み、プロイツェンもこれを受諾。ルドルフは皇族専用機であるセイバータイガーゴールドを駆り、プロイツェンが操るBデスザウラーと戦いを繰り広げるが、力量と性能の差は埋められず危機に陥る。そこにシュバルツのアイアンコングSSが乱入、Bデスザウラーのコクピットを撃ち抜き、ルドルフのセイバータイガーGを抱えて床下に退避。ルドルフはBデスザウラーのパイプをいくつか引き千切ることに成功するが、プロイツェンの自爆は止められず首都ヴァルハラは崩壊、ルドルフの努力で連合軍は全滅こそ免れるも、その戦力の4割を失う大打撃を負ってしまった。

#### 共和国陥落
一方、既に暗黒大陸を脱出していた鉄竜騎兵団はそのまま中央大陸へと侵攻する。迎え撃つ共和国の本土防衛軍であったが、敵のダークスパイナーによって共和国のゾイドはその大半を無力化され、さらにはゼネバス帝国の復活を掲げる鉄竜騎兵団に呼応した旧ゼネバス領民衆の反乱と破壊活動も続出、主力を欠いた上に後方をかく乱された共和国軍は鉄竜騎兵団の進撃を止められず、わずか7週間の間で共和国軍の防衛線は全て突破されてしまう。鉄竜騎兵団によって包囲された共和国首都ではルイーズ大統領は自らの出自を鉄竜騎兵団の司令官ヴォルフ・ムーロアに明かしてゼネバス派との中央大陸の共同統治も考えたが、共和国民衆のため徹底抗戦を決意し、トミー・パリス大尉のセイバリオンに乗って首都から脱出を図る。追っ手を振り切ったトミーであったが、大統領はハーマンたちへの手紙とあるゾイドのデータを残して忽然と姿を消していた（後にトミーはセイバリオンから振り落とされた不測の事故だったと推測している）。そして共和国首都を制圧し、中央大陸全土をその手に収めたヴォルフはネオゼネバス帝国を建国する。

## 中央大陸大戦

### 共和国軍帰還
鉄竜騎兵団の中央大陸制覇によりヘリック共和国は事実上消滅、ネオゼネバス帝国が中央大陸の新たな統治国家となり、そして同部隊の司令官だったヴォルフ・ムーロアが帝国の新皇帝に即位した。ヴォルフはヘリック共和国の軍部と議会の解体のみを行い、一般民衆に対しては必要以上の圧力は掛けなかった。さらにヴォルフがかつて中央大陸を統一した英雄ヘリック・ムーロアI世の子孫という事実が「ヘリックI世の直系こそ中央大陸の統治者に相応しい」と考える者たちからの支持につながり、しかも現在ではヘリック共和国とガイロス帝国が同盟を結んでいるにもかかわらず、いまだに中央大陸の人々はガイロス帝国の存在を恐れて国防をネオゼネバス帝国に依存している状況が、ネオゼネバスの支配を円滑なものにしていた。
ヴァルハラでの戦いから1ヵ月後、ようやく残存戦力の再編が終わった共和国軍は中央大陸へ帰還する。しかし、中央大陸はZAC2105年になるとネオゼネバス帝国の実効支配が強固なものとなり、ヘリック共和国残存軍は30以下の拠点で少数でのゲリラ戦による作戦展開を強いられることとなる。この時期、共和国は西方大陸に遷都し、同大陸が共和国軍の事実上の拠点として機能し、中央大陸残留部隊への物資補給の要としてその役割を担っていた。ZAC2102年～2105年までの3年間、共和国軍と帝国軍の小規模ながら激しい攻防戦が繰り返されるが、遂に共和国軍は大統領が残したデータから最新型巨大ゾイドのゴジュラスギガを完成させ、その圧倒的性能を持って大規模な反攻作戦を実施。帝国軍のクック要塞を奪取し、ここに残存勢力を集結させさらなる反撃の機会を待つことにした。

### 共和国軍追放
クック要塞に集結する共和国軍残党に対し、ネオゼネバス帝国は対ゴジュラスギガ用ゾイドとして超集束荷電粒子砲（ゼネバス砲）を搭載したセイスモサウルスを開発。帝国軍はこのゼネバス砲による超長距離射撃戦法を用いてゴジュラスギガを次々と駆逐し、優位性を失った共和国軍はクック要塞を奪還され、中央大陸から完全に追放されてしまう。しかし、そのころから東方大陸のZOITEC社は態度を硬化させるネオゼネバス帝国への反発を強めており、寄る辺の無い共和国軍を東方大陸へと招き寄せた。そしてZOITEC社は大型ゾイド開発のノウハウと引き換えに共和国への全面支援を決定。ゾイドブロックスの機構を応用したライガーゼロフェニックス、さらに共和国と同盟を結んだガイロス帝国の協力で凱龍輝を完成させる。共和国軍の中央大陸追放から約1年半後、共和国軍は中央大陸に再上陸を果たす。彼らは多数の犠牲を出しながらも旧共和国首都に続くキマイラ要塞都市を陥落させ、さらにウィルソン川水路の渡河とマウントアーサー防衛線を攻略し、旧共和国首都への道の確保に成功したのだった。

### 皇帝との決戦
ZAC2109年、戦力を充分に蓄えた共和国軍は遂に首都奪還のため進撃を開始。対する帝国軍も大陸沿岸の警備に部隊を割いていたため旧首都防衛には全軍の30%の戦力しか出せなかったが、それでも出せる最大限の布陣を敷きこれを迎え撃たんとしていた。旧首都の北へ100キロの地点にて両軍合わせて約10万機以上のゾイドが対峙し、そしてゼネバス砲の一射を合図に遂に両軍が激突した。一方、共和国軍の最終目標地点であるヘリックシティではエナジーライガーに乗るヴォルフ皇帝が戦いの行方を見守っていた。そこに親衛隊に紛れ込んでいた元閃光師団のレイ・グレックがヴォルフを強襲、レイのライガーゼロフェニックスとヴォルフのエナジーライガーも最後の戦いに突入した。圧倒的性能差でフェニックスアーマーを破壊され、追い詰められるレイのライガーゼロ。だがその時、ZOITECが開発したジェットファルコンが二人の戦場に飛来、ライガーゼロはライガーゼロファルコンとなり、一瞬のうちにエナジーライガーを撃破して見せた。そのころ、彼方の帝国軍防衛線でも帝国旗艦セイスモサウルスがゴジュラスギガと凱龍輝の活躍により撃沈、戦いは終わったかに思われた。
しかし、核を失ったエナジーライガーのエナジーチャージャーが暴走を開始し、あわやヴァルハラ崩壊時に匹敵するほどの大爆発の危機に陥ってしまう。事態に気付いたヴォルフは両陣営全軍に避難を勧告、自身もどうにか機体を動かし、少しでも都市部から離れようとする。そこにヴォルフの真意を察したレイが現れ、二人は協力してエナジーライガーとライガーゼロファルコンを連結、エナジーチャージャーの暴走エネルギーをゼロファルコンのバスタークローから天高く発散させ、ヘリックシティを消滅の危機から救った。その後の両陣営の決着の行方は不明である。

## 年表
| ZAC暦                   | 出来事 |
| ----------------------- | --- |
| ZAC2097年               | ガイロス皇帝崩御。 |
| ZAC2098年10月           | ガイロス帝国にてルドルフ・ツェペリン皇太子が新帝として戴冠。同時にギュンター・プロイツェンが摂政に就任。 |
| 西方大陸戦争            | |
| ZAC2099年6月            | ガイロス帝国軍による西方大陸エウロペ侵攻。トライアングル・ダラスを迂回した帝国軍90個師団が北エウロペ大陸へ上陸。 |
| ZAC2099年8月            | ガイロス帝国、宣戦布告。第二次大陸間戦争（西方大陸戦争）勃発。ガイロス帝国の西方大陸侵攻を察知したヘリック共和国軍も西方大陸へ派兵。レッドラスト砂漠にて両軍が初めて激突（第一次全面会戦）。この戦いはガイロス帝国が勝利を収め、帝国軍が同大陸の最大の要衝オリンポス山を制圧。 |
| ZAC2099年9月            | オリンポス山中腹にてヘリック共和国のエル・ジー・ハルフォード中佐率いる独立第二高速戦闘大隊とガイロス帝国のステファン・スコルツェニー少尉のセイバータイガーが交戦。激戦の末にセイバータイガーは撃破される。 |
| ZAC2099年10月           | 独立第二高速戦闘大隊がオリンポス山山頂の帝国軍基地に到達し、そこで再生させられた実験体デスザウラーと交戦。再生したデスザウラーは不完全ゆえに暴走するが、ハルフォード中佐の決死の行動によりデスザウラーは破壊され、デスザウラー復活計画は阻止された。 |
| ZAC2099年11月           | 共和国軍、西方大陸東部へと撤退。トミー・パリス中尉がオリンポス山頂の帝国軍基地跡地より「オーガノイドシステム」のデータを持ち帰る。 |
| ZAC2100年1月            | 帝国軍より新システム、オーガノイドシステムを搭載した「ジェノザウラー」がロールアウト。ガイロス本国から派遣されたリッツ・ルンシュテッド中尉をテストパイロットとしての戦闘試験をクリアし、正式配備が決定。 |
| ZAC2100年3月            | ガイロス帝国軍が未発見遺跡調査のため、エルガイル海岸にリッツの駆るジェノザウラーおよびレブラプターなど新型ゾイド部隊を派兵。共和国軍が阻止のため1個大隊を派遣するも、新型ゾイドの性能の前に防衛線は容易く突破される。後日、共和国軍もジェノザウラーと同じくオーガノイドシステムを持ったアーサー・ボーグマン少佐の「ブレードライガー」を筆頭とする新型ゾイド部隊を同地に送り込み、帝国軍とガリル遺跡にて交戦。遺跡にあった古代ゾイドの核は帝国軍が奪取した。 |
| ZAC2100年5月            | 共和国軍は新型飛行ゾイドのストームソーダーにより制空権を確保。帝国軍の補給線を徹底的に叩く。これにより帝国軍の最前線は慢性的な物資不足に陥り、侵攻作戦は一時停滞した。 |
| ZAC2100年6月            | 共和国はついに中央大陸に残る本土防衛軍20個師団の西方大陸派遣を決定、ユビト港より同師団が西方大陸に向けて発進する。帝国軍はこれを阻止するべくシンカー大隊を送り込み、デルダロス海にて共和国艦隊を襲撃するが、帝国軍は共和国軍の策にはまり撃退される。 |
| ZAC2100年7月            | 帝国軍が陸海からロブ基地を強襲。「第二次全面会戦」の火蓋が切られる。本国から派遣された部隊の再編成が終わらず、動けない共和国軍をプロイツェンが本国より派遣したアイアンコングPKを筆頭とする帝国軍部隊が襲いかかるも傭兵アーバインの操縦する「ゴジュラス・ジ・オーガ」や最新ゾイド、ハンマーヘッドなどの活躍により帝国軍の攻撃は失敗。この戦いで敗れた帝国軍部隊はニクシー基地へ撤退を開始。一方、帝国軍技術部は撤退部隊の護衛のため、リッツのジェノザウラーを「ジェノブレイカー」に改造し、さらに「ライトニングサイクス」および「デススティンガー」を投入した。撤退路のうち南のルートではジェノブレイカーと本国から呼び寄せたブラックライモスの活躍で共和国軍の追撃を振り切ることに成功するが、北のルートではデススティンガーの暴走事故が発生、両軍とも甚大な被害を受ける。 |
| ZAC2100年8月            | アーサーのブレードライガーの強化テスト実施。結果、アタックブースターユニットが採用されることになる。 |
| ZAC2100年9月            | 共和国軍は現存する最後のウルトラザウルスを西方大陸に派遣。さらにこのウルトラザウルスを最終兵器1200mmウルトラキャノンを搭載した「ウルトラザウルス・ザ・デストロイヤー」に改装し本機を中核とした「デストロイヤー兵団」を編成。ロブ基地に迫る帝国軍ゾイド5000機を一発の砲撃で撃破し、ニクシー基地への進撃を開始。 |
| ZAC2100年10月           | リッツのジェノブレイカーがウルトラザウルス迎撃作戦のため、レッドラストを移動中にアーサーのブレードライガーと遭遇し、交戦。その途中で暴走したデススティンガーが乱入。両者は協力してこのデススティンガーを撃破するもアーサーは戦死。リッツはこの戦いを最後に姿を消し、帝国軍では生死不明とされた。一方、帝国軍の防衛線を突破したデストロイヤー兵団はニクシー基地への砲撃を開始。帝国軍は西方大陸からの完全撤収を決定し、エレファンダーを殿軍として撤退行動に移る。基地内部では先行突入した共和国パイロット、レイ・グレック中尉と謎の男の戦闘があったが、謎の男はティラノサウルス型と思しきゾイドと竜に似た小型ゾイドと共に基地から脱出した。帝国軍は西方大陸から完全に撤退しニクシー基地は共和国のものとなった。 |
| 時期不明                | ボビー・マクスウェル少佐、完成直後のタイプゼロアーマーを装着したライガーゼロの試験走行中にガイロス帝国軍残党のライトニングサイクスと交戦。脱出に成功する。 |
| 暗黒大陸戦争            | |
| ZAC2101年1月            | ルイーズ・エレナ・キャムフォード共和国大統領は帝国に向けて停戦を勧告するも、帝国はこれを黙殺。基地陥落から二ヵ月後、帝国軍は改造型ホエールキングの「モビーディック」と同艦に搭載されたザバットの部隊によるニクシー基地空爆を敢行。これに対し共和国軍は再配備したサラマンダーをもってモビーディックを撃沈した。 |
| ZAC2101年3月            | 帝国軍はさらなる時間稼ぎのためオーガノイドシステムで大量生産したウオディックとインターフェースの力で制御可能にしたデススティンガー改造機のKFD部隊でニクシー基地を襲撃。しかし、閃光師団の活躍によってKFD部隊も全機撃破された。 |
| ZAC2101年6月            | 共和国軍、「ウルトラザウルス・ザ・キャリア」を旗艦とする艦隊を編成し、アンダー海より暗黒大陸に向けて出港。迎え撃ってきた帝国艦隊と激突するが、大量生産されたシンカーがウルトラザウルスを猛攻。ウルトラは進路を変え、トライアングル・ダラスへ逃げ込む。共和国艦隊は強電磁波を伴う嵐に巻き込まれ航行不能となるが、そこに謎の小型ゾイドのマッカーチスが現れ、このゾイドの導きで共和国軍はダラス海の電磁波が及ばない安全航路を発見し、暗黒大陸へ上陸した。 |
| ZAC2101年7月            | アンダー海の海戦から二週間後、暗黒大陸に上陸した共和国軍はエントランス湾を制圧。先行偵察に出たシャドーフォックスは帝国軍本土守備隊と謎の軍団の戦闘を目の当たりし、謎の軍団は帝国軍本土守備隊を次々と撃破していった。 |
| ZAC2101年8月            | 帝国からの激しい抵抗も無く破竹の快進撃を続ける共和国軍の閃光師団は進路の途中で謎の施設を発見する。しかし、それこそ本土防衛隊を壊滅させた謎の部隊「鉄竜騎兵団（アイゼンドラグーン）」の秘密基地であった。「バーサークフューラー」をはじめとする未知のゾイドを操る鉄竜騎兵団の前に閃光師団は全滅の危機に陥るが、共和国司令部が秘かに派遣したガンブラスターの支援によりこの危機を脱する。鉄竜騎兵団は最後の手段として実験型デスザウラー「ブラッディデーモン」を起動させて迎え撃つ。激戦の末にブラッディデーモンは撃破されるが、鉄竜騎兵団の本隊はそのまま中央大陸へ向かった。一方で、共和国軍主力はエントランス湾を橋頭保として進軍を開始。トライアングルダラスを踏まえて別の地域に防衛線を構築していた帝国軍は上陸戦緒戦において敗れる結果となった。 |
| ZAC2101年9月            | この戦争に裏があると感じはじめていた共和国のロブ・ハーマン中佐および帝国のカール・リヒテン・シュバルツ中佐はトリム基地で極秘の停戦会談の予定を取り付けるが、それを察知した鉄竜騎兵団の妨害を受けてシュバルツは負傷し、停戦への道のりは遅滞する。 |
| ZAC2101年10月初旬～中旬 | 両軍合わせてゾイド10万機、兵員200万人、戦線距離100kmの大会戦が勃発し、暗黒大陸全土が戦火に包まれる。 |
| ZAC2101年下旬           | ヴァーヌ平野～セスリムニル市ではデスザウラーおよびマッドサンダー部隊合計80機が激突、第二次大陸間戦争最大の市街戦となり、最終的に全機戦闘不能となるほどの苛烈な戦いが繰り広げられた。戦闘開始から6日後、ハーマンとシュバルツの呼びかけで両軍は戦闘を停止した。 |
| ZAC2101年11月           | 雪の降る帝国首都ヴァルハラにて遂にプロイツェンおよびPK師団が帝国に反旗を翻し、ヴァルハラを占拠。臨時同盟を結んだヘリック共和国とガイロス帝国の連合軍がプロイツェンを倒すべくヴァルハラに進撃し、PK師団と激戦を繰り広げる。一方、皇帝官邸地下でも本性を露わにしたプロイツェンの「ブラッディデスザウラー」とルドルフの「セイバータイガーゴールド」との決闘が行われていた。ルドルフはその場に乱入したシュバルツの手で救い出されるが、プロイツェンは乗機の核を自爆させてヴァルハラを破壊。共和国軍と帝国軍にも多大な被害を与えた。 |
| ZAC2101年12月           | 鉄竜騎兵団が中央大陸に上陸。中央大陸に残った共和国軍部隊がこれを迎え撃つものの、主戦力の欠如、鉄竜騎兵団のジャミングウェーブ戦法、さらに旧ゼネバス人の反旗などの要因により共和国軍の防衛線は短期間で突破され、そして共和国大統領も行方不明になったことでヘリック共和国は崩壊。最終的には鉄竜騎兵団は中央大陸の完全制覇を果たし、ここにネオゼネバス帝国が誕生する。 |
| ZAC2102年1月            | 残存戦力の再編を終えた共和国軍がルドルフとシュバルツに見送られつつエントランス湾から中央大陸へ向けて出港する。 |
| 中央大陸大戦            | |
| ZAC2102年～2104年       | ヘリック共和国中央大陸残存部隊は「ヘリック・クルセイダーズ」として、西方大陸からの小規模な輸送を頼りにゲリラ戦を展開した。これを見越したネオゼネバス帝国軍は外洋部隊と沿岸守備隊を強化し、補給ルートへの攻撃と西方大陸からの上陸阻止を画策している。2104年4月、同年10月の大海戦を経て、2104年末には共和国軍の大規模な中央大陸上陸作戦が敢行されている |
| ZAC2105年               | デルポイ中央山脈にある共和国軍残存部隊の秘密基地を帝国軍が発見。ジーニアス・デルダロス少佐のステルススティンガーおよびダークスパイナーを擁する「黒の竜騎兵団」が同基地を襲撃。同じ基地に居たゴジュラス・ジ・オーガの奮戦でダークスパイナー部隊は倒され、そしてここで建造が進められていた最新型ゾイド「ゴジュラスギガ」がスティブ・ボーン少佐の操縦で起動。このゴジュラスギガの活躍によりステルススティンガーも撃破、黒の竜騎兵団は撤退した。 |
| ZAC2106年早春           | 共和国軍の残存部隊、ゴジュラスギガとアロザウラー部隊を前面に立てクック要塞を攻略。 |
| ZAC2106年春             | 共和国軍、クック要塞を拠点とし、戦力の回復を画策。しかし、ネオゼネバス帝国は対ゴジュラスギガ用ゾイドの「セイスモサウルス」をロールアウト。セイスモサウルスの超集束荷電粒子砲（通称ゼネバス砲）によるアウトレンジ戦法でゴジュラスギガをはじめとする共和国戦力は壊滅的打撃を受ける。共和国軍は要塞を放棄し、東方大陸へ落ち延びる。 |
| ZAC2106年秋～？         | 共和国軍残存部隊、東方大陸の企業「ZOITEC」の助力を得て戦力を再構築し、「凱龍輝」をロールアウト。実戦テストを兼ねて中央大陸南沿岸に奇襲攻撃を敢行。 |
| ZAC2107年               | 共和国軍、東北部海岸より中央大陸へ再上陸し、ライガーゼロフェニックス部隊29機を持ってネオゼネバス帝国のキマイラ要塞を攻撃。セイスモサウルスの迎撃によりライガーゼロ部隊およびゴジュラスギガ部隊に多数の犠牲が出るが、凱龍輝部隊の到着で形勢は逆転。ゼロフェニックス部隊はセイスモサウルスの鹵獲に乗り出すも、突如現れた帝国の新型ゾイド「エナジーライガー」の乱入によりセイスモサウルスを取り逃がす。しかし、結果的には共和国軍はこの戦いに勝利し同要塞を陥落させた。 |
| ZAC2108年10月           | 共和国軍のレオゲーターをはじめとするブロックスゾイド部隊がウィルソン川水路を攻略。 |
| ZAC2108年11月           | 共和国軍のディメトロプテラをはじめとするブロックスゾイド部隊がマウントアーサー防衛線を突破。 |
| ZAC2109年春             | 共和国全軍が旧共和国首都であるヘリックシティ奪還に向け進軍。帝国軍は総力の30%の戦力ながらも、ヘリックシティから100キロ北の地点で防衛線を張り、両軍総数10万機超のゾイドが激戦を繰り広げる。一方、都市部では親衛隊に紛れ込んでいた元閃光師団のレイ・グレックのライガーゼロフェニックスとネオゼネバス皇帝のヴォルフ・ムーロアのエナジーライガーが激突。ゼロのアーマーを破壊され危機に陥ったレイの前にZOITECが新たに開発したジェットファルコンが飛来。ライガーゼロは「ライガーゼロファルコン」となってエナジーライガーを撃破。同時刻、前線でもセイスモサウルスがゴジュラスギガと凱龍輝の前に倒れ、勝負はついたかに思われたが、倒されたヴォルフのエナジーライガーの動力機関が暴走を始め、このままでは敵味方に多大な被害が出ると知ったレイとヴォルフは協力してゼロファルコンの機能を使ってエナジーライガーのエネルギーを処理、大爆発の危機を回避した。以降の両軍の歴史については明らかにされていない。 |